# آرچی ماکاولی
آرچی ماکاولی (انگلیسی: Archie Macaulay; ۳۰ ژوئیهٔ ۱۹۱۵ – ۱۰ ژوئن ۱۹۹۳) بازیکن فوتبال اهل اسکاتلند بود.

## باشگاهی
از باشگاه‌هایی که در آن بازی کرده‌است می‌توان به باشگاه فوتبال آرسنال، باشگاه فوتبال برنتفورد، باشگاه فوتبال وستهام یونایتد، باشگاه فوتبال گیلفورد سیتی، باشگاه فوتبال رنجرز، باشگاه فوتبال فولام اشاره کرد.

## تیم ملی
وی همچنین در تیم ملی فوتبال اسکاتلند  بازی کرده‌است.